# Torre di Frigiano
La torre di Frigiano, chiamata anche torre di Frigianu, è una torre costiera sarda posta su uno scoglio a ridosso del porto di Castelsardo.

## Storia

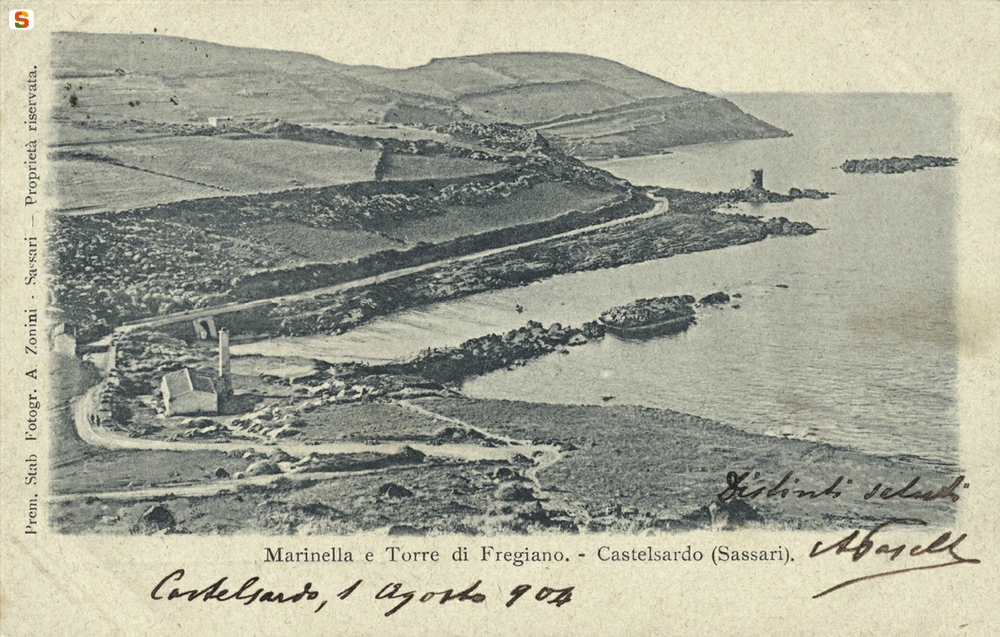
La torre vista dalla cittadella di Castelsardo nei primi anni del XX secolo

La torre fu edificata nella seconda metà del XVI secolo per volere degli aragonesi, intenzionati a difendere il porto di Frigiano, a servizio del borgo di Castel Aragonese (in seguito ribattezzato Castelsardo), dalle incursioni dei pirati provenienti dalle coste del Nordafrica; grazie alla vicinanza col castello della cittadella, ai due soldati stabili di guarnigione si potevano aggiungere, in caso di necessità, ulteriori uomini e armi. L'edificio fu menzionato per la prima volta nel 1577, in una relazione dell'architetto militare Rocco Cappellino.
A causa della vicinanza del mare, già pochi anni dopo la sua costruzione la struttura fu sottoposta a interventi di restauro; inoltre, in seguito all'installazione nel castello della cittadella di cannoni a lunga gittata, la torre divenne inutile, perciò fu successivamente abbandonata e sprofondò nel degrado.
Ormai ridotto a rudere, verso la fine del XX secolo l'edificio fu radicalmente ristrutturato, riportandolo al suo aspetto originario; inoltre, grazie al prolungamento della diga del porto, fu protetto dall'impeto del mare.

## Descrizione

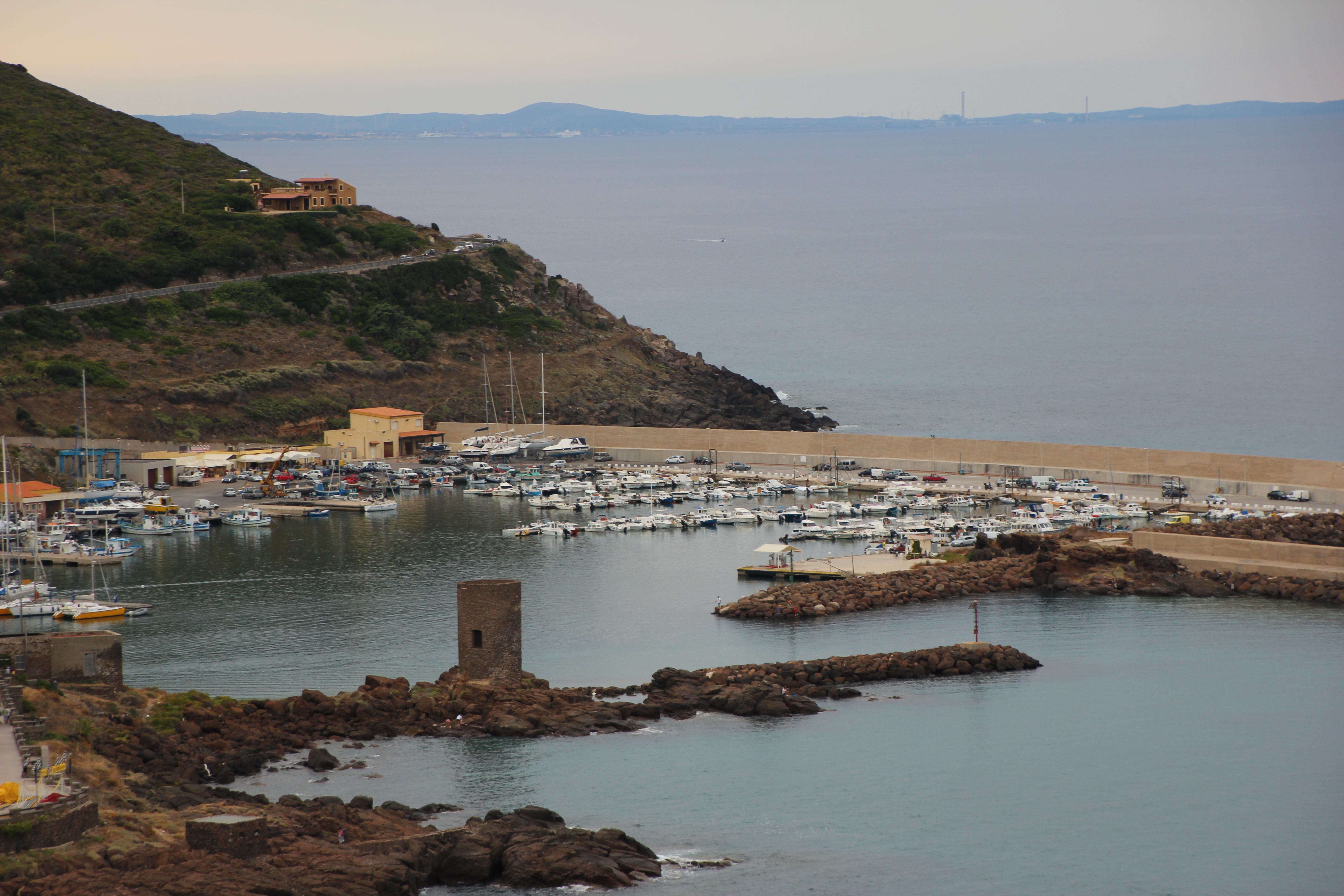
La torre vista dalla cittadella di Castelsardo

La torre cilindrica si sviluppa su una base circolare del diametro di 7 m.
Interamente realizzata in basalto scuro, la struttura si erge su uno scoglio a ridosso del mare; alta 13 m, contiene un unico ambiente coperto da una cupola, da cui si accede alla terrazza di coronamento.